# Comuna Kotor
Comuna Kotor (în muntenegreană Opština Kotor) este o diviziune administrativă de ordinul întâi din Muntenegru. Reședința sa este orașul Kotor.